# ماهیچه‌های راست‌کننده ستون مهره‌ها
ماهیچه‌های راست‌کننده ستون مهره‌ها یا ماهیچه‌های نگهدار پشت یا عضلات ارکتور اسپاینا (انگلیسی: Erector spinae muscles) گروهی از ماهیچه‌ها و زردپی‌ها است که کم و بیش طول ستون فقرات را در سمت چپ و راست، از ناحیه خاجی و باسن تا قاعده جمجمه طی می‌کنند. به این خاطر به آن‌ها گروه ماهیچه‌های خاجی‌ستونی (ساکروسپینالیس) هم می‌گویند.
این ماهیچه‌ها در دو طرف فزونه‌های خاردار مهره‌ها قرار دارند و در سراسر نواحی کمری، سینه‌ای و گردنی گسترش می‌یابند.
ماهیچه‌های راست‌کننده ستون مهره‌ها به‌طور کل نامی است که به تارهای عضلانی مربوط به ماهیچه‌های سطحی‌تر قسمت‌های عمقی پشت داده‌اند. این تارها از استخوان خاجی، مهره‌های کمری و مهره یازدهم و دوازدهم سینه‌ای، و ستیغ تهیگاهی (ایلیاک کرست) منشأ می‌گیرند که به‌نام ماهیچه تهیگاهی‌دنده‌ای (ایلیوکوستالیس)، ماهیچه درازتر (لانژیسیموس) و ماهیچه‌های خاری (اسپینالیس) انشقاق و پیوست پیدا می‌کند.
ماهیچه‌های نگهدار پشت در ناحیه کمر و سینه توسط نیام سینه‌ای‌کمری (توراکولومبار) و در ناحیه گردن توسط رباط پس‌گردنی (نوکال) پوشیده شده‌است.